# Nanocarro

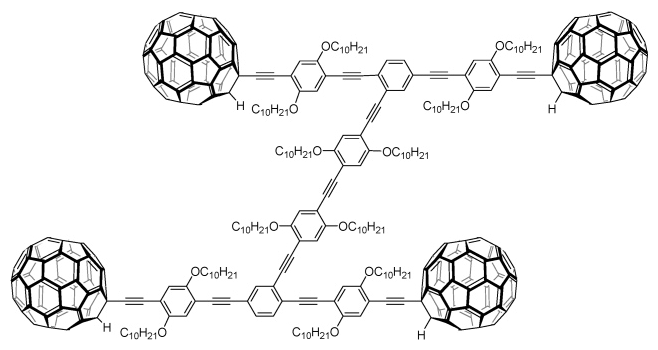
Estrutura química do Nanocarro

Um nanocarro é uma molécula designada em 2005 pela Universidade Rice do grupo do professor James Tour. Apesar do nome, o original nanocarro não contém um motor molecular, portanto, não é realmente um carro. Ao invés disso, ele foi projetado para resolver a questão de como fazemos mover moléculas sobre superfícies metálicas; especificamente, se eles rolam.